# Pâte à papier
Pour les articles homonymes, voir Pâte.

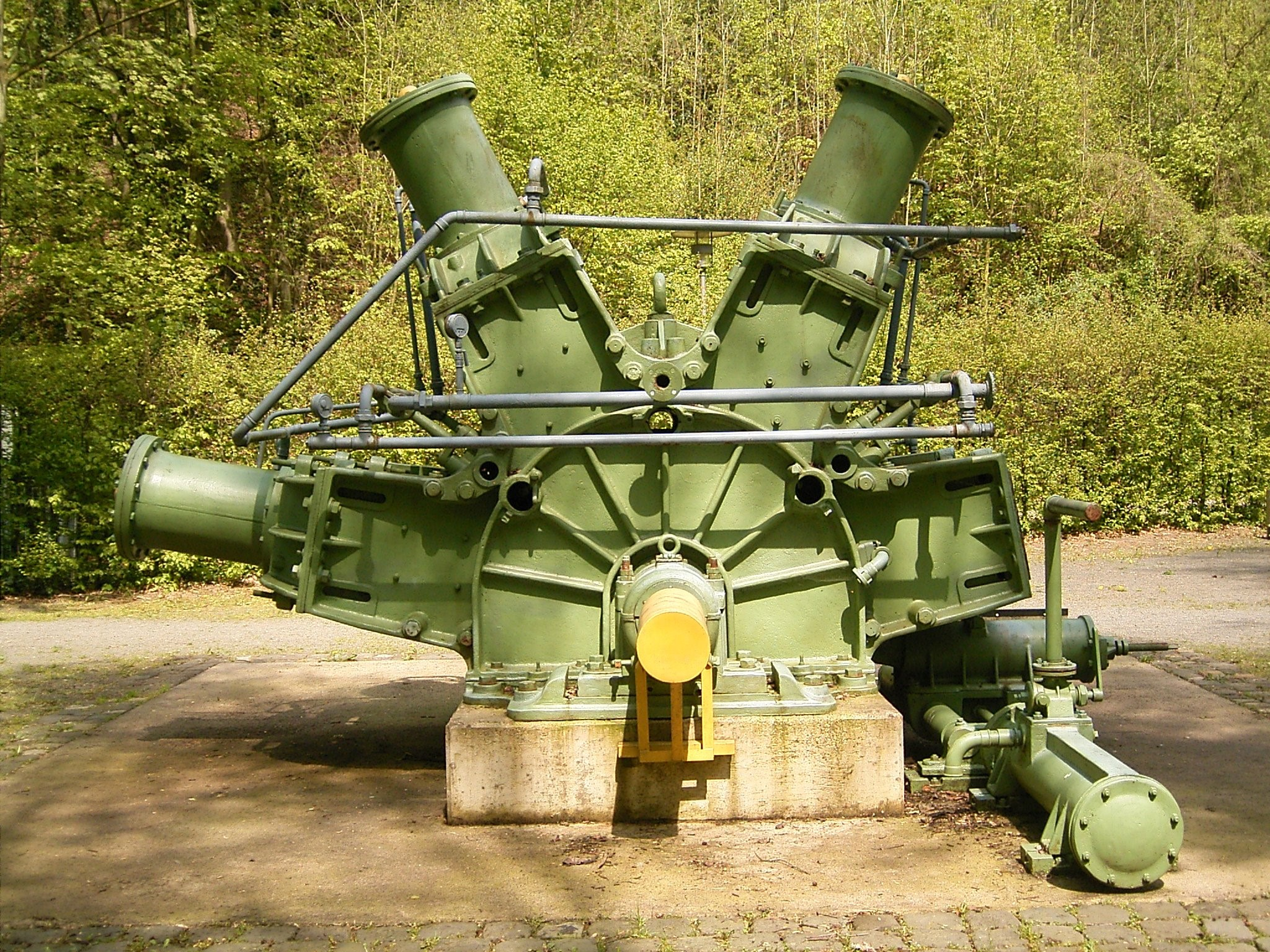
Un défibreur exposé à l'écomusée de Bergisch-Gladbach.

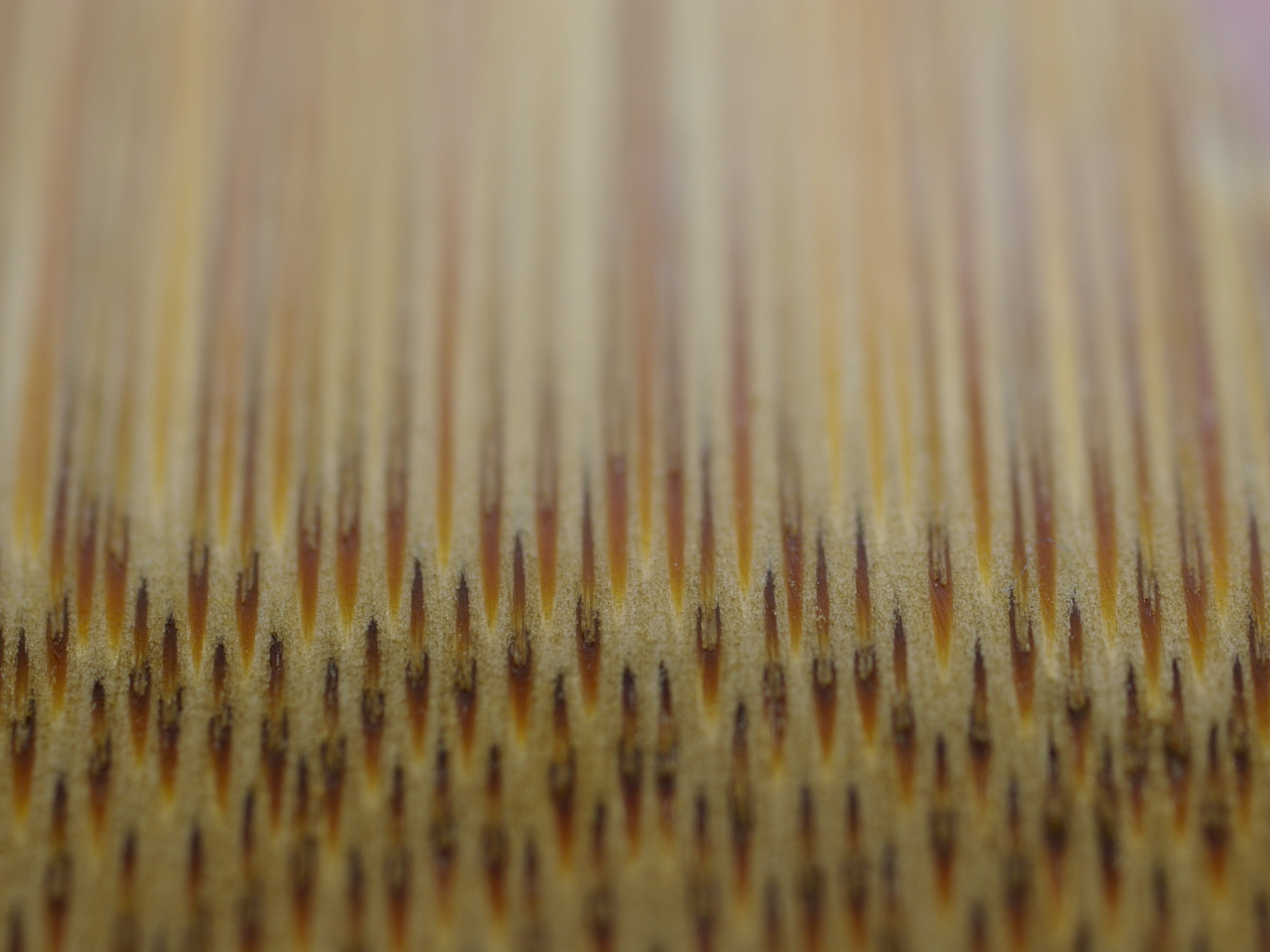
Fibre de bambou vue au microscope.

La pâte à papier, aussi appelée pulpe, est la pâte destinée à la fabrication du papier et du carton.
La préparation de la pâte consiste à isoler des fibres cellulosiques contenues dans le bois ou d'autres végétaux ligneux ou d'autres sources de fibres, tout en conservant le mieux possible leurs propriétés mécaniques, optiques et morphologiques et en cherchant à éliminer la lignine, l'autre composé principal du bois. Pour cela, il existe trois grands procédés :
- la voie mécanique : les rondins sont râpés par une meule ou les copeaux passent à travers des disques défibreurs ;
- la voie chimique : cuisson du bois et ajout de produits chimiques pour dissoudre la lignine et récupérer les fibres de cellulose ;
- la voie mi-chimique[1] : combinaison de cuisson chimique et de traitement mécanique.

## Généralités

### Usage
Quand la pâte n'est pas utilisée sur le lieu de production, elle est généralement transportée sous forme de plaque.
La pâte à papier est bien sûr le composant principal du papier. La transformation de la pâte implique une mise en forme, pour obtenir des feuilles minces, et l'incorporation d'additifs destinés à adapter le produit à son utilisation prévue.
La pâte à papier sert aussi à la fabrication, par moulage, d'éléments d'emballage comme les boîtes à œufs, inventées dans les années 1930. Elle est ou était une matière première pour la viscose, la cellophane et le celluloïd.

### Matières premières
On peut produire du papier à partir de bois mais aussi de chiffons de coton, ou en théorie de n'importe quel matériau végétal fibreux riche en cellulose (chanvre, bambou (Phyllostachys viridiglaucescens et Phyllostachys edulis), coton, kapok, fibre de noix de coco (coir), lin textile, ramie, jute, sisal, kénaf, alfa, albardin, abaca, henequén, raphia, sabai, papyrus, certains roseaux, ou d'autres herbacées, paille de céréales, bagasse de canne à sucre, tige de maïs ou sorgho). Le papier bible, fin, souple et durable, est fabriqué à partir de fibres de chanvre. La grande ortie pourrait aussi être utilisée.
Le bois destiné à produire du papier est appelé « bois à pâte », « bois à pâte mécanique », « bois de trituration », « bois à papier », ou « bois de papeterie ». Aux États-Unis, début XXe siècle, les essences principales utilisées dans la réduction en pâte étaient l'épicéa : 57 %, le tsuga : 14,5 %, le tremble : 6 %, le sapin baumier : 5,4 % et divers yellow pines : 5,3 % ; en plus petite quantité, pin gris, pin blanc, sapin blanc, mélèze laricin, tilleul d'Amérique, hêtre, bouleau, peuplier, gommier, érable et tulipier de Virginie.

## Pâte mécanique

### Procédé

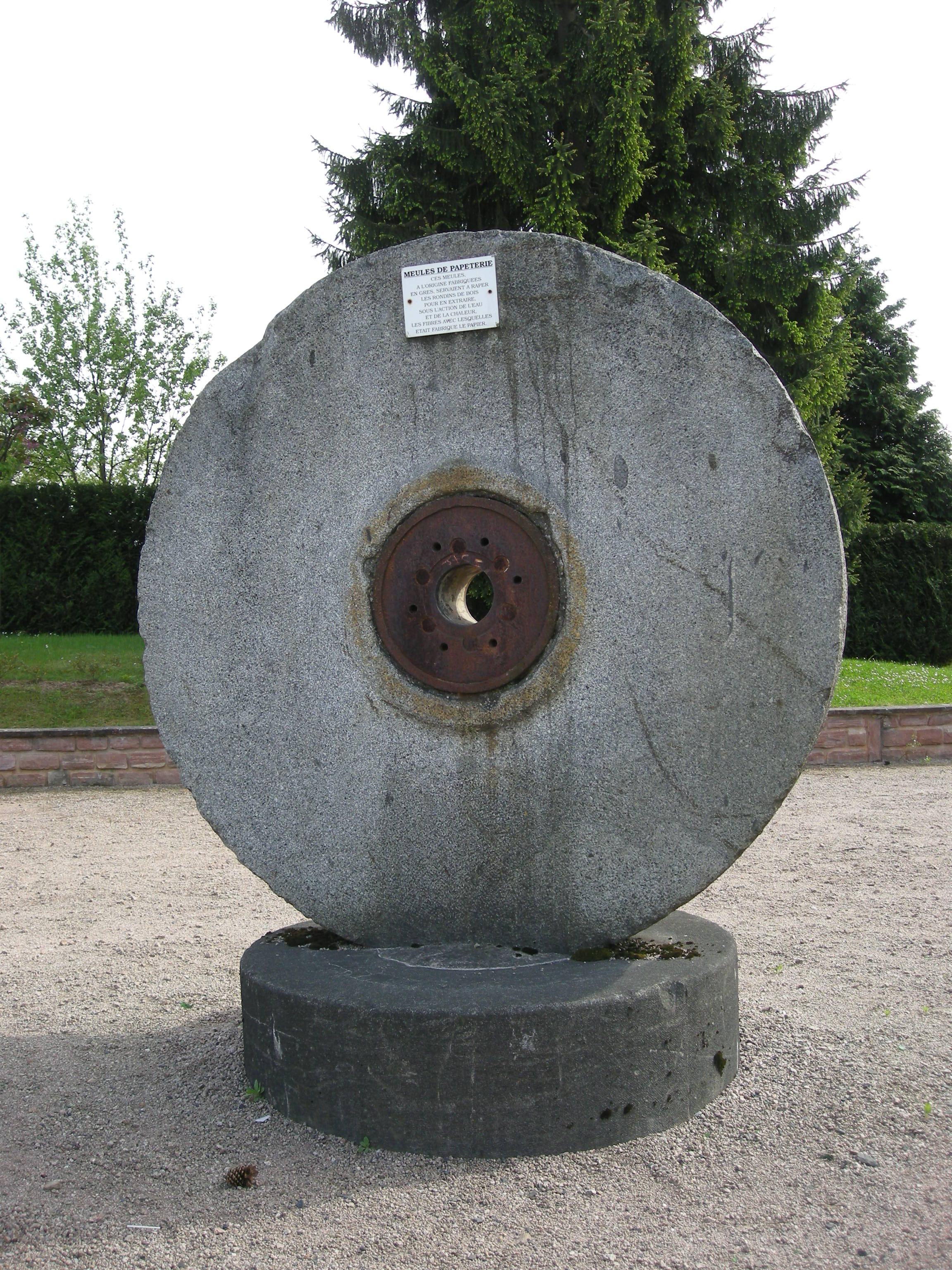
Meule de papeterie à Etival-Clairefontaine.

La pâte mécanique a un rendement de 90 à 96 %. Ce bon résultat est dû à l'absence de manipulation chimique sur la matière. Les composés organiques du bois, la cellulose, les hémicelluloses et la lignine, sont préservés. Néanmoins, certains produits, en bonne partie des matières extractibles (résines, tannins, colorants, cires, alcaloïdes, etc.), possèdent un point d'ébullition réduit et s'évaporent. Que ce soit par l'utilisation d'un défibreur (meule) ou d'un raffineur (disques), les températures dépassent aisément les 100 °C à cause du frottement.
Ce type de pâte est généralement utilisé directement sur le site, le séchage dégradant les fibres. Selon l'usage, la pâte peut être blanchie par éclaircissement en modifiant chimiquement les groupements chromophores de la lignine. Elle est utilisée dans le papier journal, l'édition, à moindre mesure dans les papiers à usage graphique, les cartons et papiers à usage sanitaire.
Parmi les pâtes mécaniques, on peut citer les pâtes mécaniques de raffineur, de défibreur, sous pression, thermomécaniques, chimico-mécaniques et chimico-thermomécaniques.

### Caractéristiques
- Résistances physiques moyennes
- Rendement élevé
- Bonne opacité
- Bouffant (faible densité)
- Bonne imprimabilité
- Mauvais vieillissement (tendance au jaunissement, à l'acidification et à la fragilisation)

## Pâte chimique

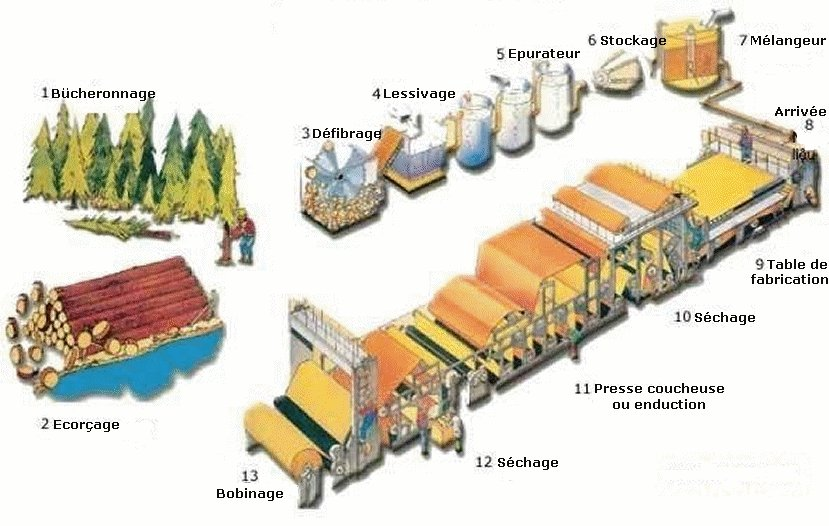
Chaîne de fabrication du papier.

La pâte chimique est obtenue principalement par trois procédés : au bisulfite (acide), au bisulfite neutre, et au sulfate (alcalin). Le traitement chimique de la matière première permet de fabriquer une pâte à papier proche des qualités de la pâte de pur chiffon. Pour ce faire, il faut éliminer au maximum les composants indésirables du bois : la lignine, les gommes, les résines pour ne conserver que la fibre de cellulose.
La préparation de la pâte se fait dans de grands lessiveurs, à température élevée 100 à 175 °C. Le bois est cuit sous pression en présence de composés chimiques pendant deux à cinq heures. Les fibres en sortent souples et individualisées.  Les produits actifs sont déversés dans des lessiveurs et dissolvent les éléments indésirables lors de la cuisson. Il ne reste plus qu'à les laver, rincer, épurer et, éventuellement, blanchir.
Plusieurs procédés sont utilisés pour la préparation de la pâte chimique. 

### Pâte au bisulfite
Le procédé au bisulfite repose sur l’action du dioxyde de soufre SO2 (ancienne nomenclature : anhydride sulfureux) qui transforme la lignine en matière soluble. La pâte est recueillie à la sortie du lessiveur, elle est ensuite soufflée ou désintégrée puis lavée et épurée. 
Les pâtes au bisulfite utilisent principalement les bois de résineux à l’exception du pin maritime trop riche en résine.

### Pâte au sulfate
Le procédé au sulfate fut longtemps délaissé en raison des difficultés rencontrées pour blanchir la pâte. Ce problème ayant été résolu, le procédé présente de nombreux avantages. Il permet de traiter les végétaux les plus divers : bois de feuillus et de résineux, bois tropicaux et équatoriaux, plantes annuelles, canne à sucre, roseau... 			
L’agent chimique dont on exploite les propriétés est la soude caustique. La pâte chimique est d’aspect foncé. Pour les papiers de qualité  qui exigent un degré élevé de blancheur, la pâte subira un blanchiment chimique.
Les pâtes au sulfate non blanchies servent à la fabrication du presspahn (isolant électrique) ; à l'emballage, au papier à impression et au papier à écriture lorsqu'elles sont blanchies ou en mélange.
La pâte kraft est une variété de pâte au sulfate.

### Caractéristiques
- Meilleure résistance mécanique
- Papier compact
- Mauvaise opacité
- Bon vieillissement, car absence de lignine
- Blanchiment difficile, surtout le papier au sulfate.

## Découverte de la pâte à papier

### 150 ans de recherches

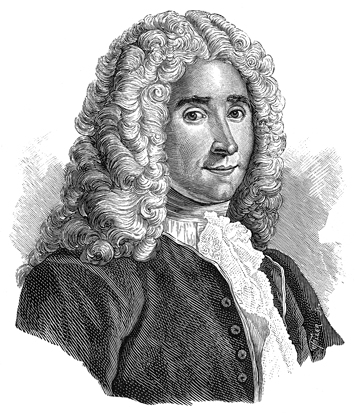
Antoine Ferchault de Réaumur suggéra d'imiter les insectes.

Du XIIe siècle jusqu'au milieu du XIXe siècle le papier était fabriqué à partir de la décomposition des fibres végétales contenues dans les chiffons de chanvre et de lin : ces chiffons, récoltés à travers les campagnes, servaient à produire la matière première du papier de moulin, avec ses vergeures et ses pontuseaux. Mais dès la fin du XVIIe siècle, la récolte de chiffon de chanvre et de lin par les ferloquiers ne suit plus la demande de l'édition, ce qui augmente fortement le coût du papier. La situation s'aggrave tout au long du XVIIIe siècle et la pénurie devient criante dans les dernières décennies du siècle,. Aussi commence-t-on à rechercher des ersatz au chiffon traditionnel dès 1700. Le physicien Réaumur, dans un mémoire de 1719 adressé à l'Académie des Sciences, proposa la piste suivante : « Les guêpes américaines fabriquent, pour construire leur nid, du papier très fin. Elles en extraient les fibres d'un bois très commun dans leur environnement. Elles nous enseignent donc comment le papier peut être fabriqué à partir des fibres de plantes, sans utiliser chiffons ou tissus. Si nous disposions de fibres semblables à celles que les guêpes américaines utilisent pour fabriquer leur papier, nous pourrions produire le plus blanc des papiers. »
Jacob Christian Schäffer entreprit par des expériences systématiques de fabriquer du papier à partir de fibres végétales broyées. Il exposa le résultat de ses recherches entre 1765 et 1771 dans un traité en six volumes intitulé Essais et méthodes de fabrication du papier sans recourir au chiffon ni au moindre dérivé de ce dernier (Versuche und Muster, ohne alle Lumpen oder doch mit einem geringen Zusatze derselben, Papier zu machen). Les différents échantillons qu'il obtint, que ce soit à partir de poils soyeux de graines de peuplier, de mousse, de houblon, de ceps de vigne, de chardon, d'orties, d'écorce de pomme de terre, de tourbe, de pomme de pin ou de sciure de bois furent cependant tous de qualité plus que médiocre, et ne furent jamais utilisés par les papeteries.
C'est à Friedrich Gottlob Keller qu'il revint d'obtenir, en décembre 1843, un premier procédé fiable de fabrication de papier à partir d'une pulpe de bois, qu'il obtint en abrasant du bois sur une meule en pierre continuellement arrosée d'eau. Il perfectionna son procédé jusqu'en 1846 avec la mise au point du défibreur. Le 11 octobre 1845, il fit tirer sur son propre papier plusieurs exemplaires du no 41 du journal local, Intelligenz- und Wochenblattes für Frankenberg mit Sachsenburg und Umgebung.

### Développement industriel

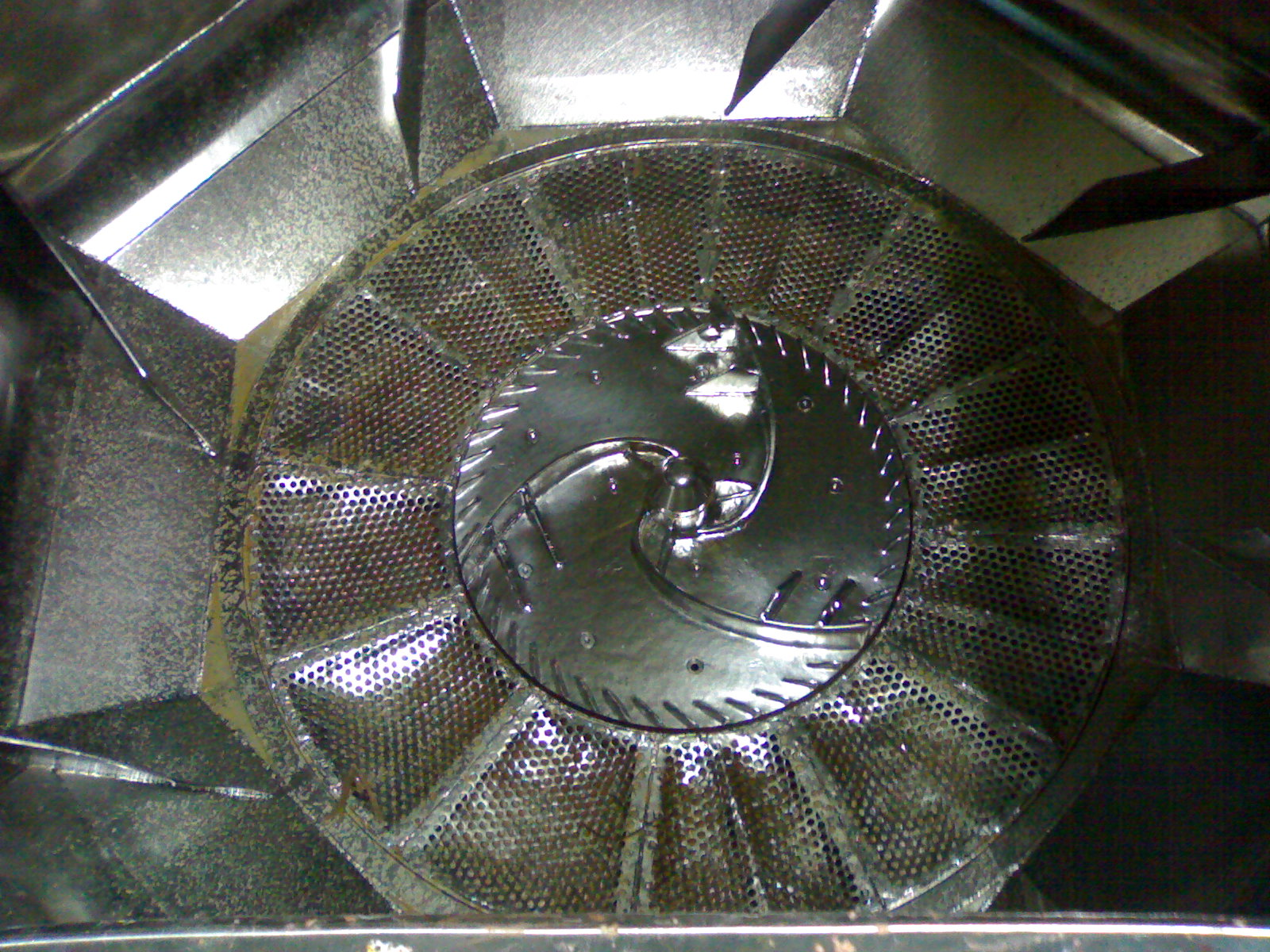
La platine d'un pulper.

Mais il ne put, faute d'argent, valoriser industriellement sa découverte, le gouvernement de Saxe ayant finalement renoncé à couvrir les frais de dépôt de brevet et de démonstration. C'est pourquoi il dut se résoudre à céder ses droits le 20 juin 1846 au papetier le plus offrant, Heinrich Voelter (en), qui améliora encore le procédé Keller, en banalisa l'emploi dans la papeterie et développa une chaîne de production. À partir de 1848, Voelter s'associa avec Johann Matthäus Voith, un papetier de Heidenheim, pour faire du papier un produit de consommation de masse. Voith poursuit les perfectionnement de la chaîne de fabrication de la pâte à papier et invente en 1859 le raffineur, une machine qui convertit les fibres grossières en cellulose et produit un papier de texture nettement plus unie.
À partir de 1850, le défibreur, qui convertit le bois en pâte à papier, devait investir l'industrie papetière en entier ; ainsi en 1879, on comptait déjà 345 machines de ce type par toute l'Allemagne. La plus vieille usine de pâte à papier encore existante est celle de Verla en Finlande, qui démarra son activité en 1882. Sa production s'est interrompue en 1964, mais depuis 1996 elle a été inscrite au patrimoine mondial par l'UNESCO. L'usine de Kondopoga, construite dans les années 1930 en Russie, est l'une des plus grandes d'Europe.

### Le dilemme blancheur-pérennité
Les premiers papiers à base de pâte de bois présentaient l'inconvénient de jaunir, car ils contenaient de la lignine. Les procédés chimiques pour isoler la cellulose pure s'avèrent inadaptés à cause des traces d'acide présentes dans les fibres après traitement au sulfite acide d'ammonium (bisulfite d'ammonium) : l'action à moyen et long terme des traces d'acide sulfurique, activées par la chaleur et la lumière, brunit le papier et le décompose jusqu’à le réduire en poussière. C'est pourquoi un standard international a été établi depuis les années 1980 pour un papier non acide, plus cher mais beaucoup plus stable dans le temps. Dans les papiers couchés (traités à la gélatine), l’action des traces d’acide est neutralisée, ou rendue inerte.
Les livres, diplômes et journaux imprimés depuis 1850 (et pour la France, à un rythme effréné dans les années 1915 à 1930, années de pénurie), dont le support est un papier blanchi à l'acide, sont donc menacés de disparition à l'échéance de quelques décennies. Une campagne a été entreprise par plusieurs institutions (dont la Bibliothèque nationale de France) depuis les années 1990 pour désacidifier ces documents, ou en réimprimer le contenu sur support pérenne : une véritable course contre le temps est engagée.

## Santé au travail et pâte à papier
Dans les années 1960 une étude a été lancée et coordonnée par le Centre international de recherche sur le cancer, portant sur la mortalité par cancer au regard de l'exposition professionnelle dans l'industrie du papier et de la pâte à papier. Dans ce cadre, en France, des cohortes ont été suivies dans 4 usines de production de papier et de pâte à papier (en près de 25 ans, du 1er janvier 1968 au 31 décembre 1992) pour 5 529 hommes et 876 femmes décédés dans ces cohortes, il y a eu respectivement 708 et 34 décès, dont les causes ont été retrouvées pour 98 % de ces cas. Cette étude a montré une sous-mortalité par cancer et pour l'ensemble des causes (par rapport à la population générale comme pour l'ensemble des causes). Une analyse plus discriminante (par atelier) a cependant mis en lumière un excès de mortalité par cancer du pancréas dans les activités de préparation du bois et de fabrication du papier. Les auteurs ont estimé que ces résultats devaient être confirmés, notamment par une étude internationale alors en cours. 
Au cours du temps, les processus de production et de conservation de la pâte ont significativement changé.

## Impact environnemental

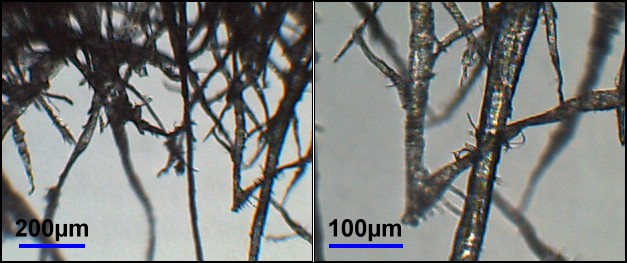
Fibres de cellulose dans du papier. Ces fibres proviennent des arbres.

Les impacts environnementaux du papier proviennent, directement, de la production du bois (coupes forestières) et de son transport, ainsi que de la production du papier qui est énergivore, gourmande en eau, et génère des rejets (principalement atmosphériques) de composés chimiques. 
Les impacts indirects sont générés par la conversion de forêts primaires ou secondaires riches en biodiversité en plantations intensives d'arbres (résineux, eucalyptus, peupliers…) uniquement destinés à produire de la pâte à papier. On peut aussi considérer les colorants, vernis, encres et additifs utilisés pour son impression ou imperméabilisation. Comme dans d'autres industries, l'allongement des chaînes logistiques augmente les impacts liés au transport : dans le cas des pâtes à papier, un transport plus lointain implique en prime l'utilisation de fongicides et biocides pour allonger la durée de conservation. 
Le recyclage du papier limite les impacts liés à l'exploitation forestière mais évidemment pas ceux, significatifs, liés à sa production. 